# Hästholmen, Pyttis
Hästholmen, finska: Hevossaari, är en ö i Finland. Den ligger i Finska viken och i kommunen Pyttis i landskapet Kymmenedalen, i den södra delen av landet. Ön ligger nära Kotka och omkring 100 kilometer öster om Helsingfors.
Öns area är 1,15 kvadratkilometer och dess största längd är 2,7 kilometer i sydöst-nordvästlig riktning. Ön höjer sig omkring 25 meter över havsytan. I omgivningarna runt Hästholmen växer i huvudsak blandskog.